# Jastrzębie (gromada w powiecie brodnickim)
Jastrzębie – dawna gromada, czyli najmniejsza jednostka podziału terytorialnego Polskiej Rzeczypospolitej Ludowej w latach 1954–1972.
Gromady, z gromadzkimi radami narodowymi (GRN) jako organami władzy najniższego stopnia na wsi, funkcjonowały od reformy reorganizującej administrację wiejską przeprowadzonej jesienią 1954 do momentu ich zniesienia z dniem 1 stycznia 1973, tym samym wypierając organizację gminną w latach 1954–1972.
Gromadę Jastrzębie z siedzibą GRN w mieście Jastrzębiu utworzono – jako jedną z 8759 gromad na obszarze Polski – w powiecie brodnickim w woj. bydgoskim, na mocy uchwały nr 24/2 WRN w Bydgoszczy z dnia 5 października 1954. W skład jednostki weszły obszary dotychczasowych gromad Jastrzębie i Sobiesierznie (bez wsi Dzierzno) ze zniesionej gminy Jastrzębie w powiecie brodnickim oraz obszary dotychczasowych gromad Gołkowo i Szczutowo ze zniesionej gminy Świedziebnia w powiecie rypińskim w tymże województwie. Dla gromady ustalono 23 członków gromadzkiej rady narodowej.
31 grudnia 1961 do gromady Jastrzębie włączono wieś Świerczynki ze zniesionej gromady Świerczyny w tymże powiecie.
31 grudnia 1962 z gromady Jastrzębie wyłączono część wsi Cielęta o łącznej powierzchni 289,33 ha, włączając ją do gromady Brodnica w tymże powiecie.
1 stycznia 1969 do gromady Jastrzębie włączono sołectwa Gortatowo i Igliczyzna ze zniesionej gromady Szczuka w tymże powiecie.
Gromada przetrwała do końca 1972 roku, czyli do kolejnej reformy gminnej.